# Clarkcoma pulchra
Clarkcoma pulchra is een slangster uit de familie Ophiocomidae.
De wetenschappelijke naam van de soort werd in 1928 gepubliceerd door Hubert Lyman Clark.